# Băcălești, Teleorman
Băcălești este un sat în comuna Călmățuiu de Sus din județul Teleorman, Muntenia, România. Se află în partea de vest a județului,  în Câmpia Găvanu-Burdea, pe râul Călmățui. La recensământul din 2002 avea o populație de 1299 locuitori. Este satul natal al folcloristului Iordan Datcu, autorul Dicționarului folcloriștilor români.

## Personalități locale
- Iordan Datcu (n. 1933), folclorist român, autorul Dicționarului folcloriștilor români.
- Mărin Cornea (1947 - 2025), cântăreț român de muzică populară.
- Nicolae Murguleț (1924 - 1997), om politic român.